# Вулиця Свободи (Хмельницький)
Ву́лиця Свобо́ди починається від проспекту Миру (мікрорайон Заріччя), перетинає річку Південний Буг і далі пролягає центральною частиною міста (до вул. Пушкіна).

## Історія
Більша частина вулиці (від перехрестя з вул. Прибузькою) у XIX ст. була складовою частиною Бульвару (з 1880-х років Старобульварна вул.), який прокладений згідно з планом забудови міста від 1824 р. У 1926 р. Старобульварна вул. була розбита на три частини, одна з яких отримала назву пров. Медведівський (нині — вул. Європейська), друга — вул. Старобульварна (нині — вул. Гагаріна), а третя на честь радянського діяча та голови ВЧК вул. Дзержинського (нині — вул. Свободи). До теперішнього дня вулиця частково зберігає вигляд бульвару. В 1970-х рр., після побудови нового мосту через Південний Буг, вул. Дзержинського була продовжена до мікрорайону Заріччя. В 1991 р. перейменована на вул. Свободи.

## Заклади та установи
- Свободи, 1 Оздоровчо-розважальний клуб «СВ»[1]

- Свободи, 2 Свято-Миколаївський храм

- Свободи, 2/1. Палац творчості дітей та юнацтва. Веде свій родовід від Палацу піонерів, який було відкрито 1937 року. Спочатку він розташовувався на вул. Володимирській, 103 (тоді — вул. Остаповича), а в післявоєнні роки у колишньому будинку купця С. Маранца на вул. Проскурівській, 46 (тоді — 25 Жовтня). У грудні 1987 р. Палац творчості дітей та юнацтва переїхав до новопобудованої споруди на перехресті вул. Свободи та Прибузької. Сьогодні в ньому працюють близько 200 гуртків, в яких займаються тисячі школярів. Особливо пишаються працівники Палацу дитячим ансамблем танцю «Подолянчик», який був заснований у 1964 р., та згодом став одним із найкращих дитячих танцювальних колективів України. Ансамбль був переможцем республіканського огляду дитячої художньої самодіяльності, лауреатом Республіканської премії ім. М. Островського, дипломантом міжнародних фестивалів, переможцем всесоюзних і республіканських конкурсів. Засновником та беззмінним керівником ансамблю є заслужений учитель України Ю. Гурєєв.

- Свободи, 36. Центр науково-технічної та економічної інформації (ЦНТЕІ) — займає оригінальну 9-поверхову споруду. Заснований ЦНТЕІ у 1974 р.

- Свободи, 51. Обласна бібліотека для дітей ім. Т. Шевченка. Почала працювати в місті з липня 1944 р. (створена в 1937 р. у Кам'янці-Подільському). В 1974 р. переїхала у нове приміщення на перехресті вулиць 25 Жовтня і Дзержинського (нині — Проскурівська та Свободи). Бібліотека прибудована до житлового 9-поверхового будинку — першого висотного будинку міста, спорудженого у 1971 р.

- Свободи, 57/2. Сервісний центр ВАТ ЕК «Хмельницькобленерго». Ультрасучасна споруда (споруджена 2002 р.), яка стала візитною карткою Хмельницьких енергетиків. Енергопостачальна компанія створена у 1995 р. після об'єднання Південного та Північного підприємства електромереж.

- Свободи, 73 Магазин побутової техніки «Фокстрот», магазин «Comfy», магазин «Jysk»

- Свободи, 77 Служба автомобільних доріг у Хмельницькій області[2]

## Галерея

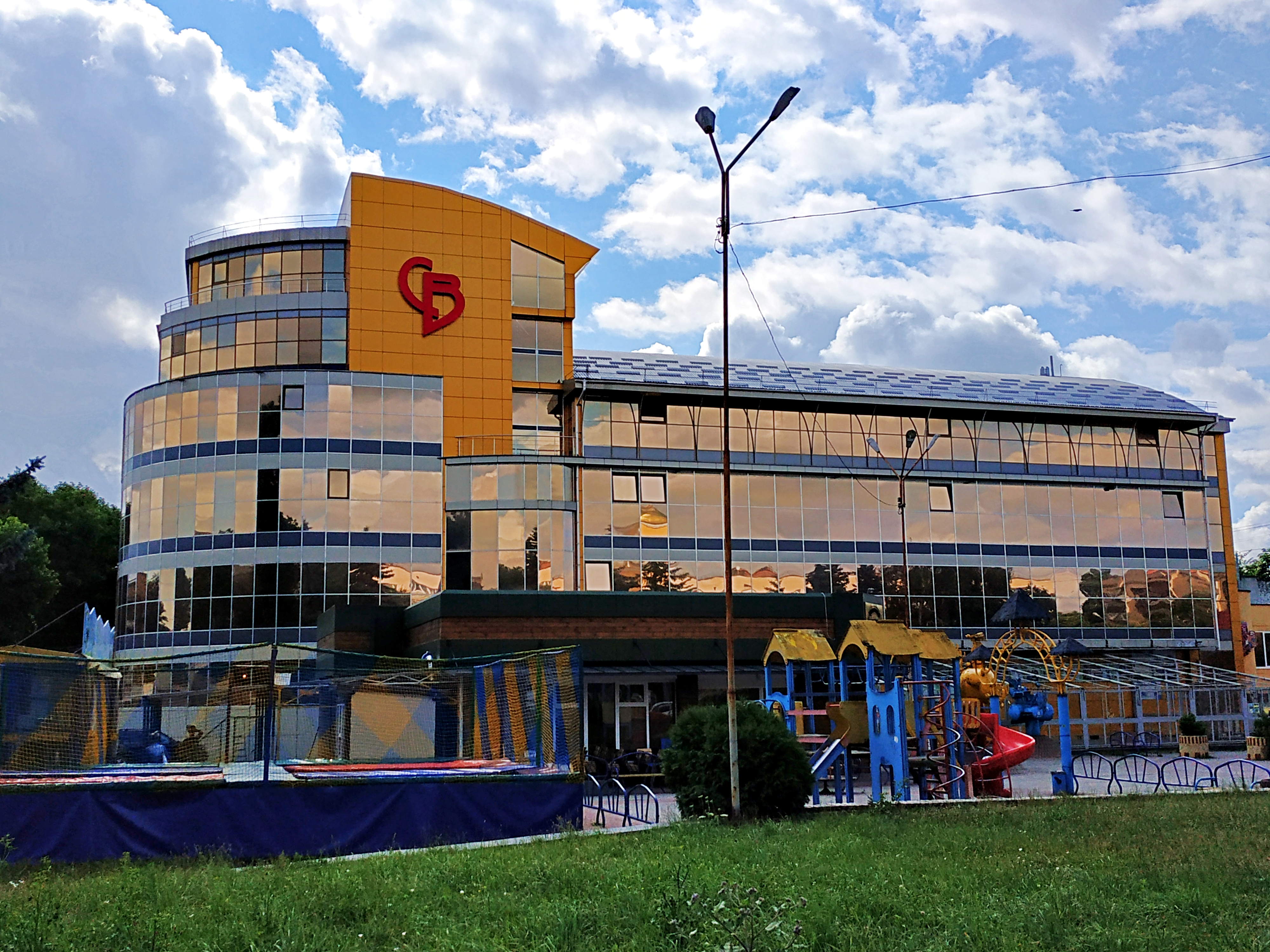
«СВ-клуб» на вул. Свободи
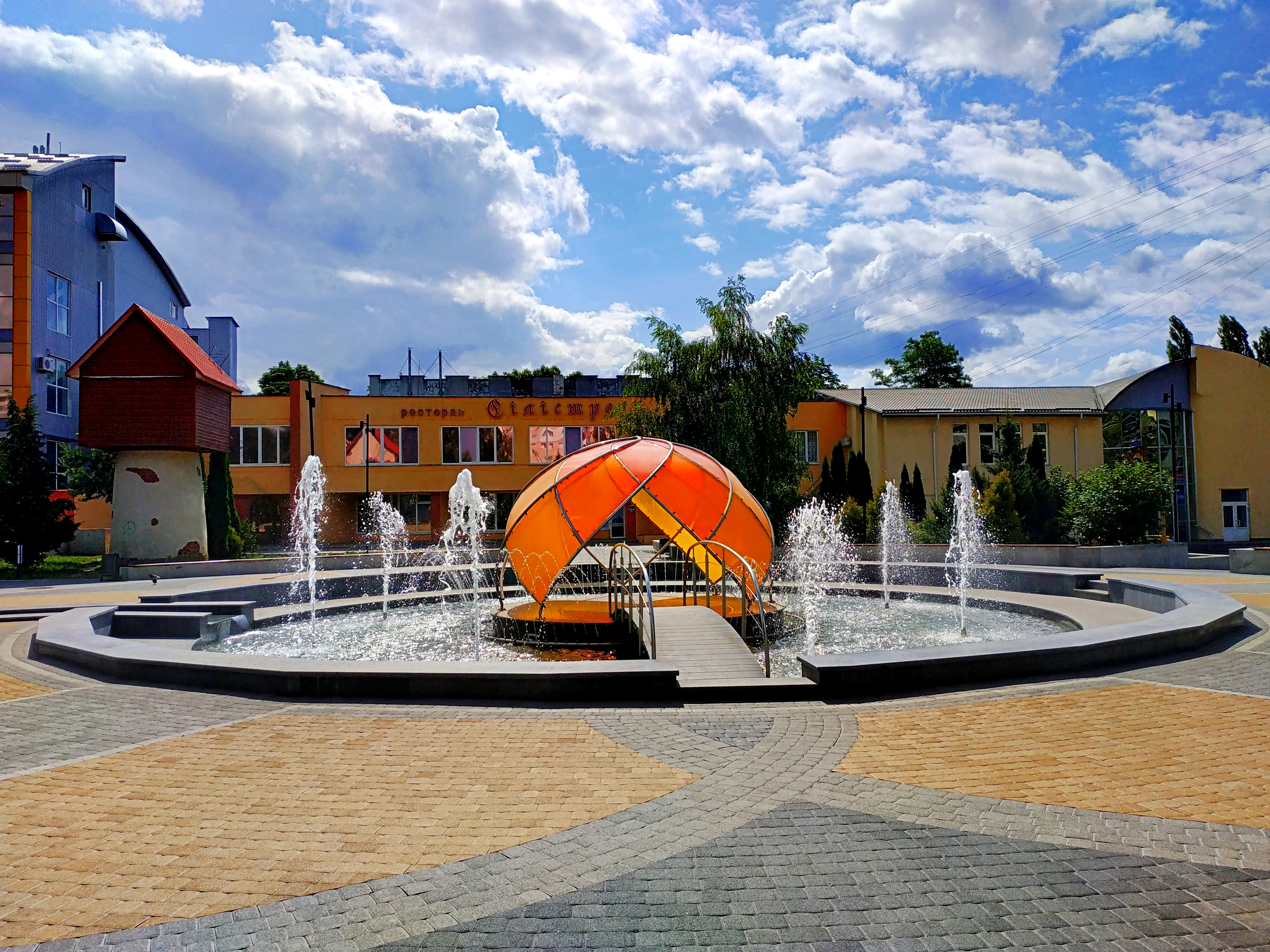
Фонтан на площі Свободи
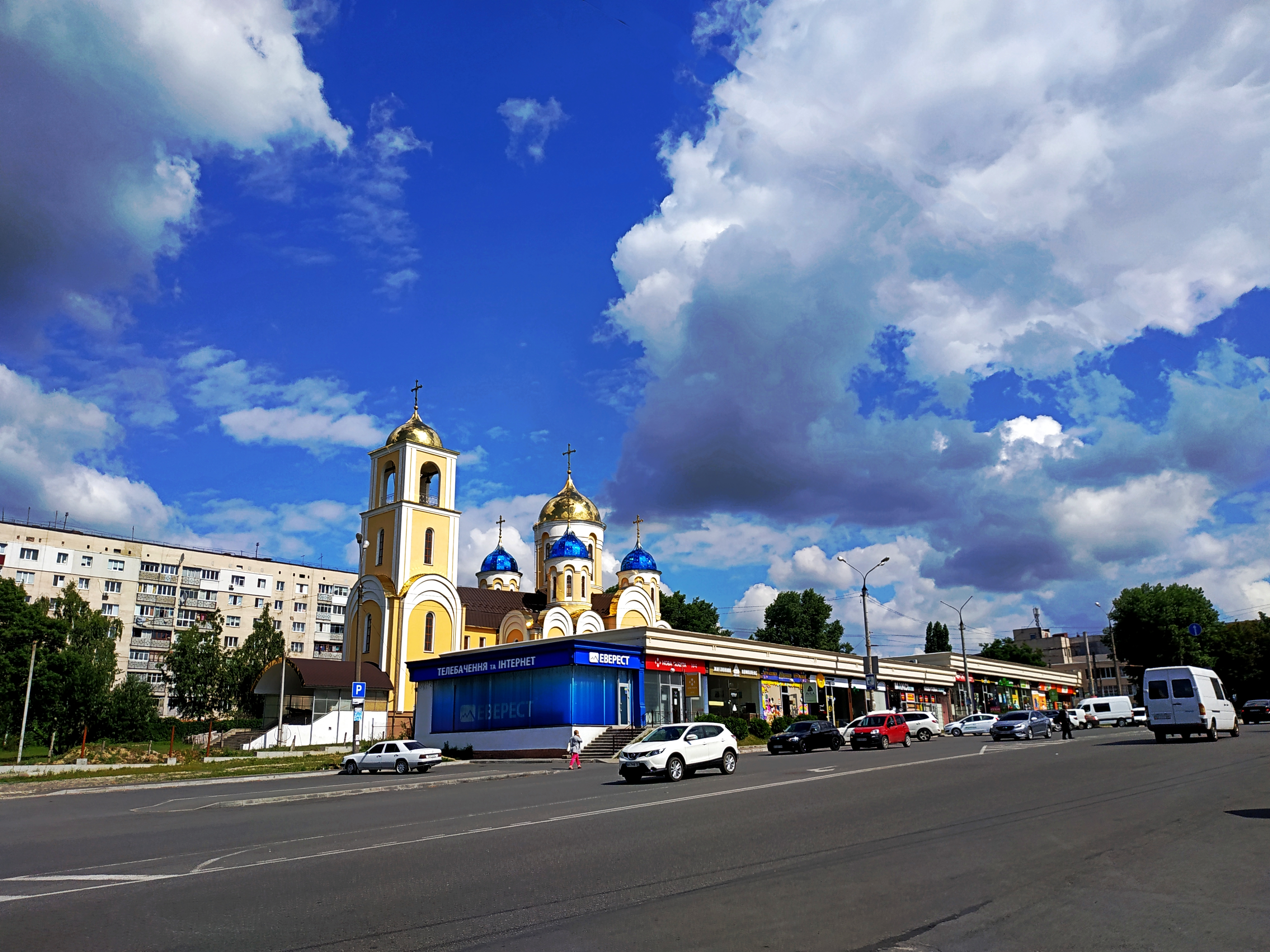
Свято-Миколаївський храм
Вулиця Свободи
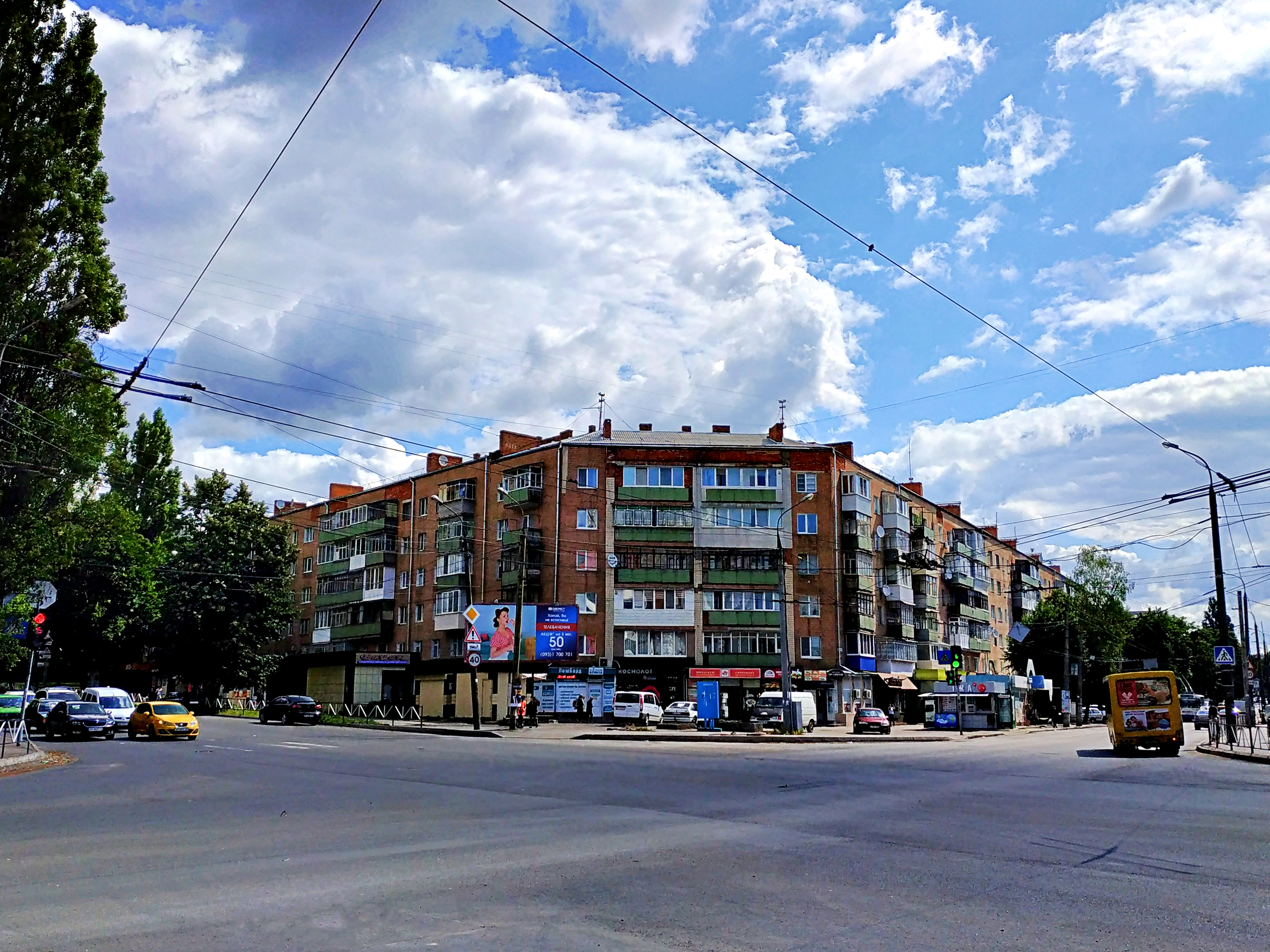
Будинок на перехресті вулиць Свободи та Зарічанської
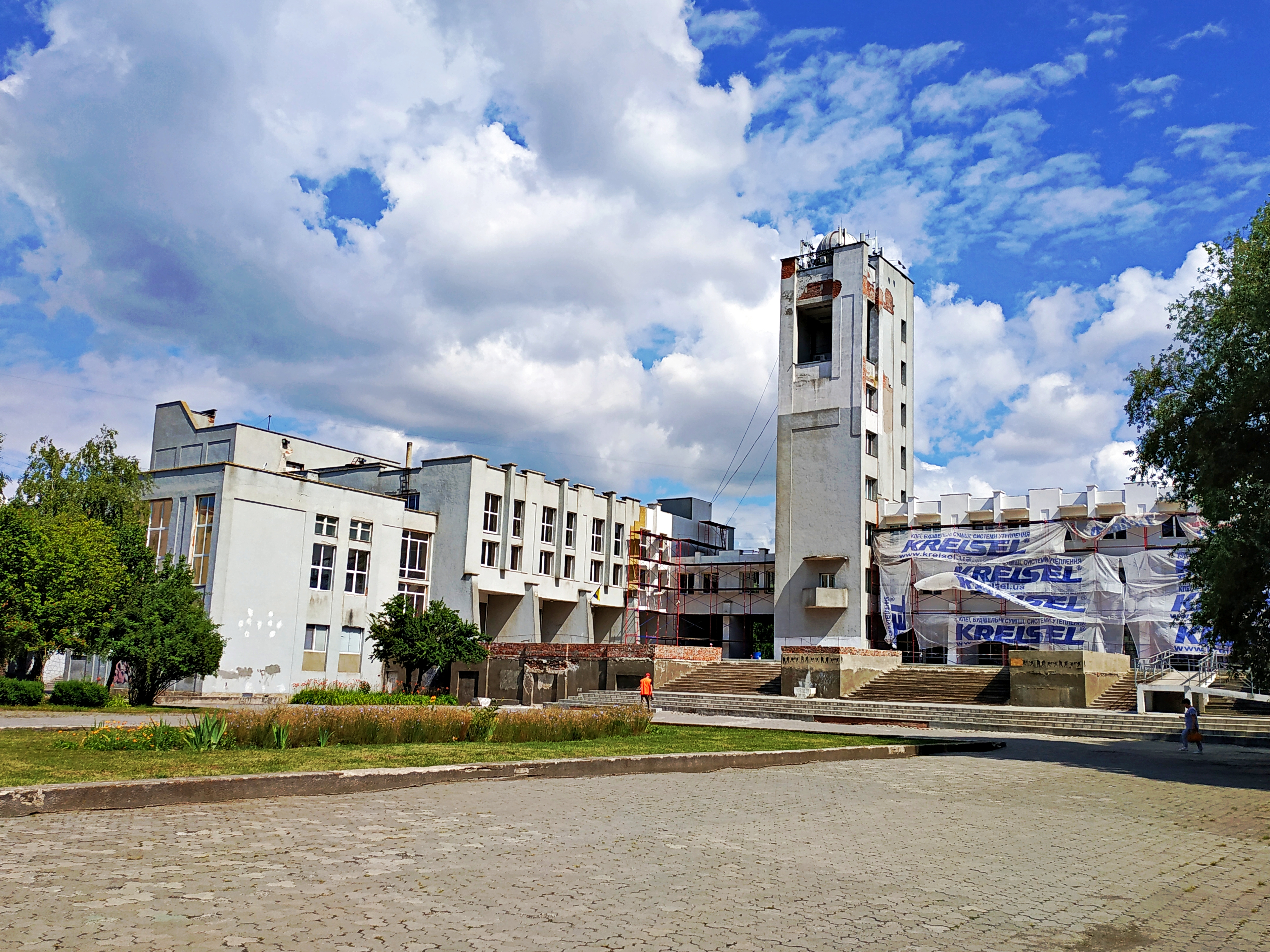
Палац творчості дітей та юнацтва
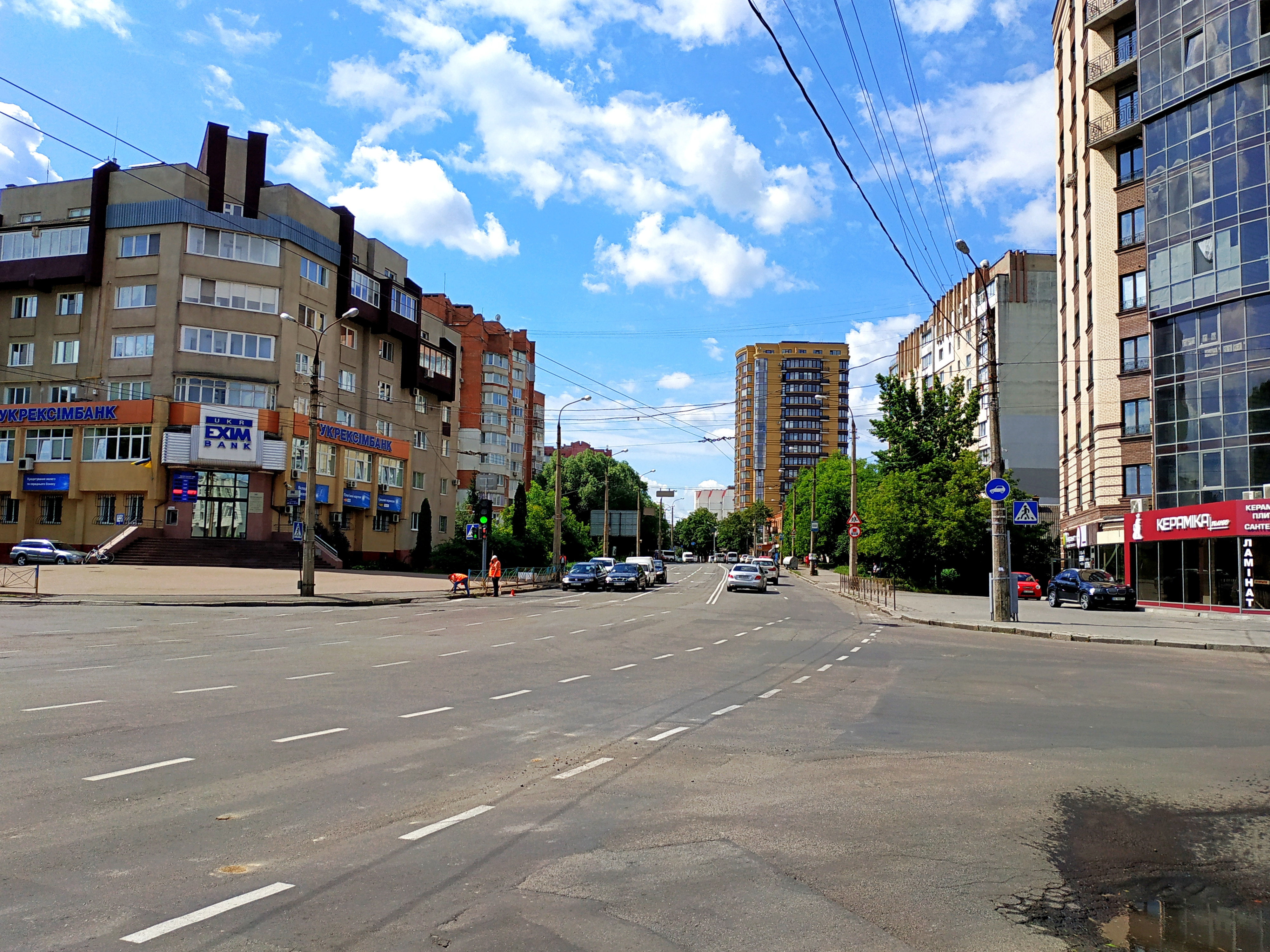
Перехрестя вулиць Свободи та Прибузької
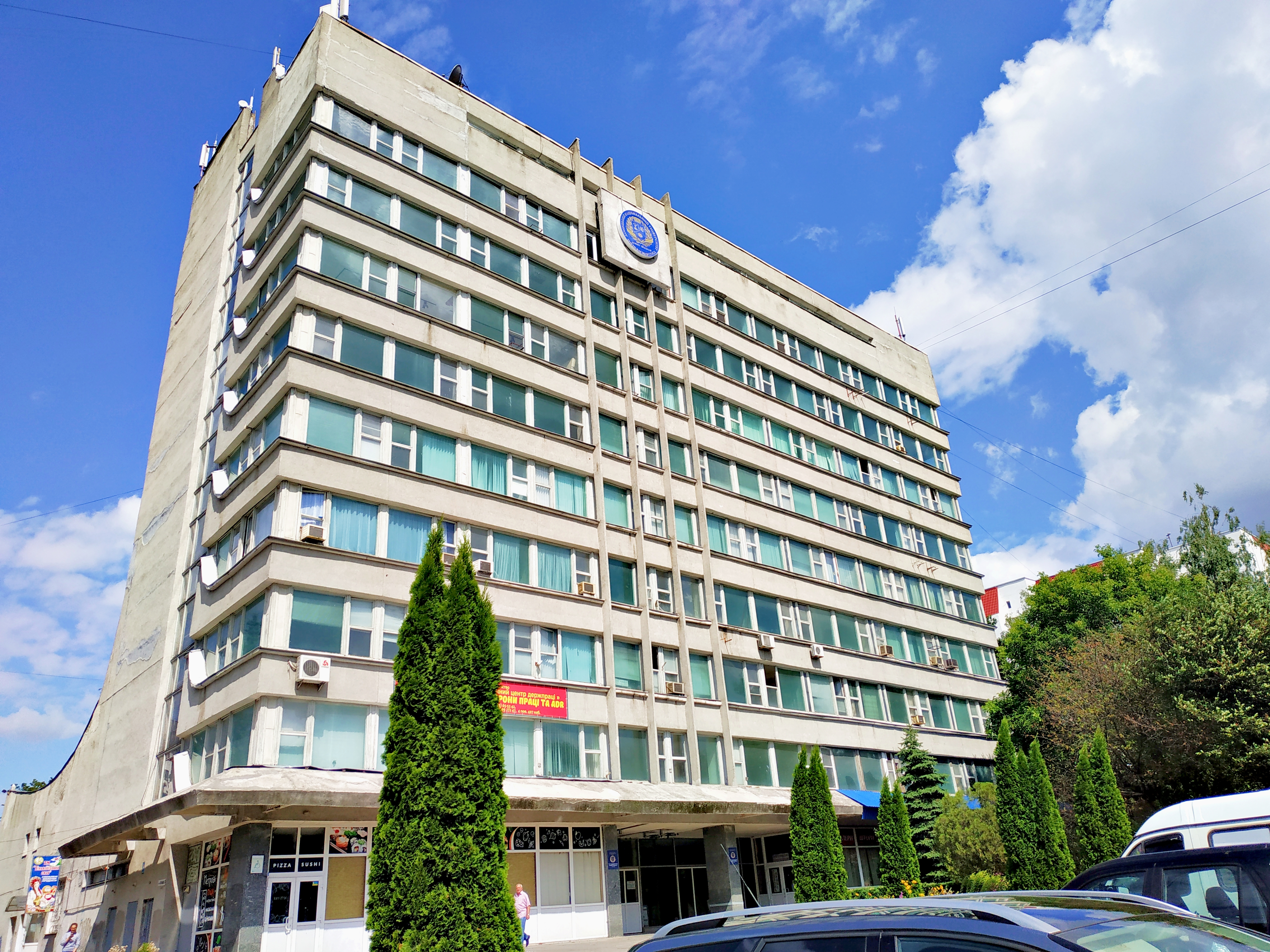
ЦНТЕІ
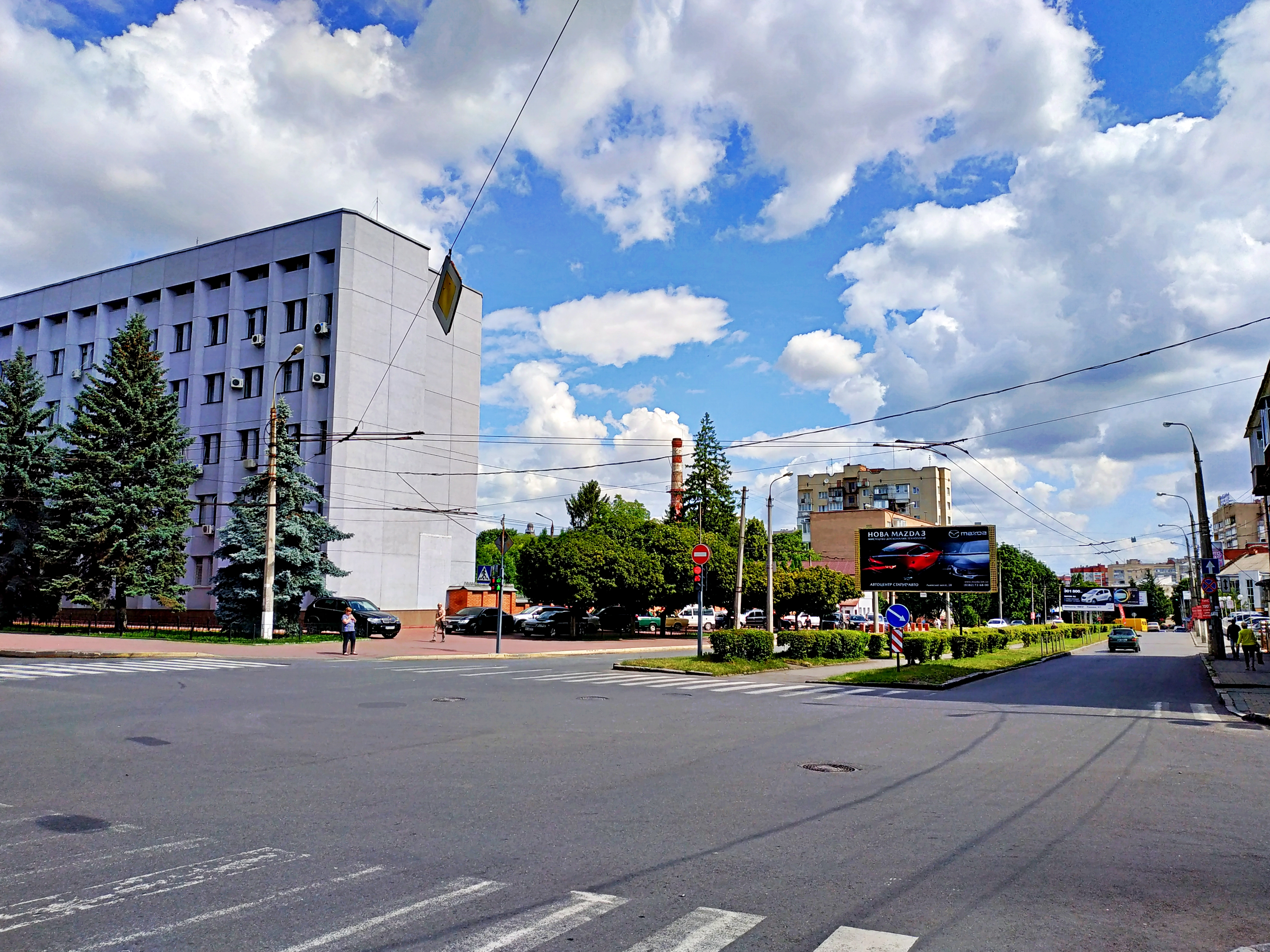
Перехрестя вулиць Свободи та Героїв Майдану
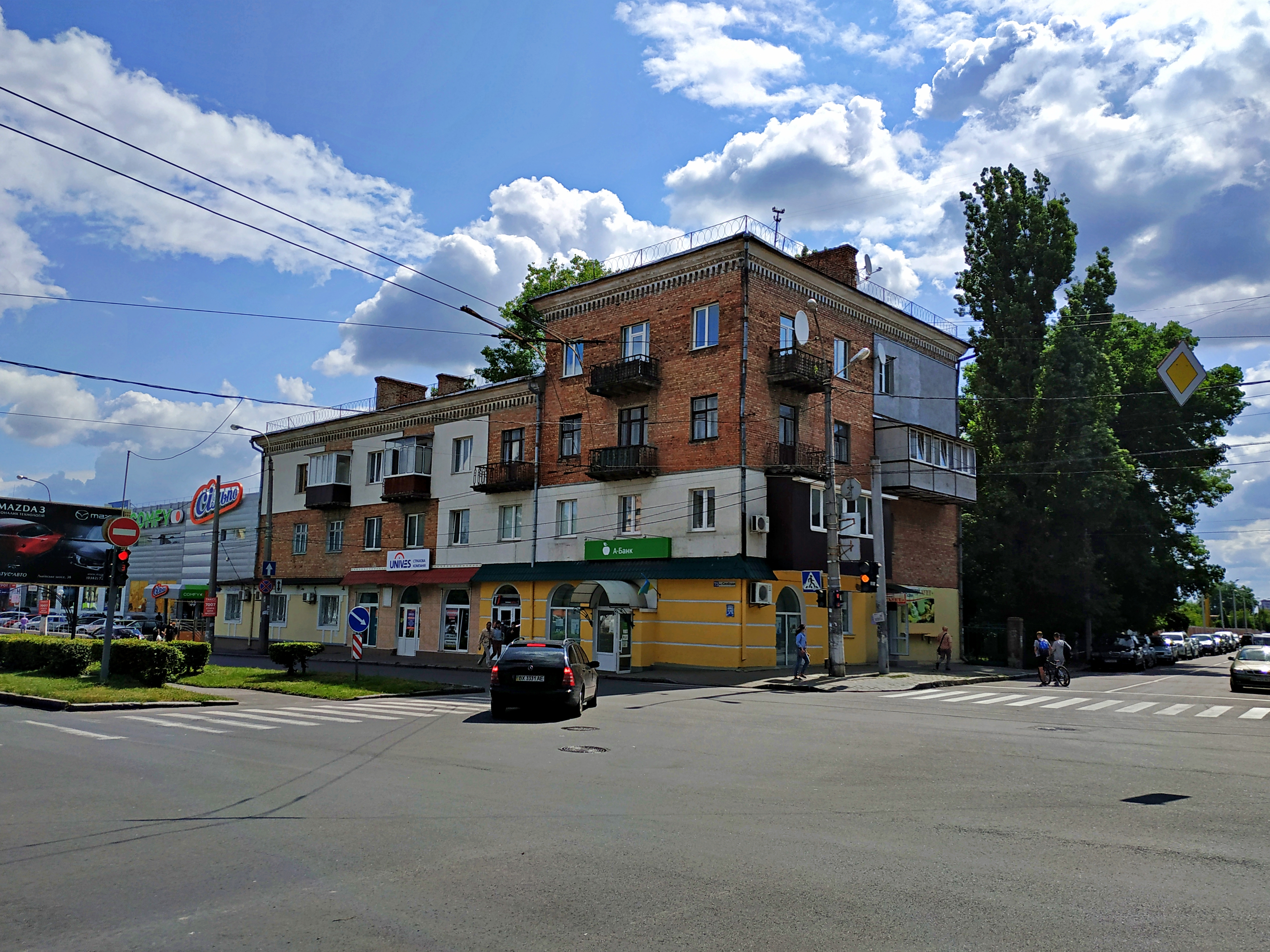
Будинок на вулиці Свободи
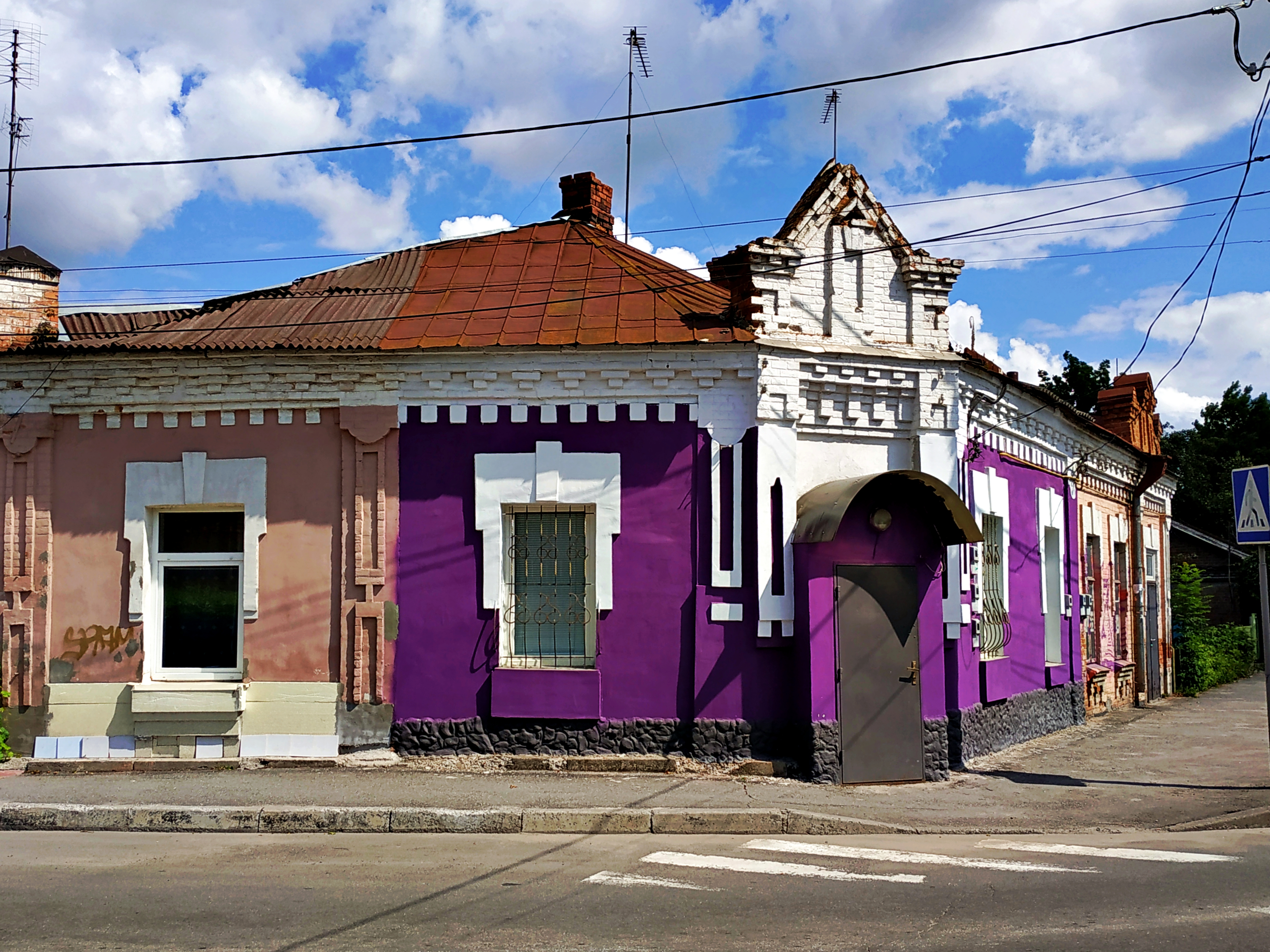
Будинок на вулиці Свободи